# Jeffrey B. Straubel

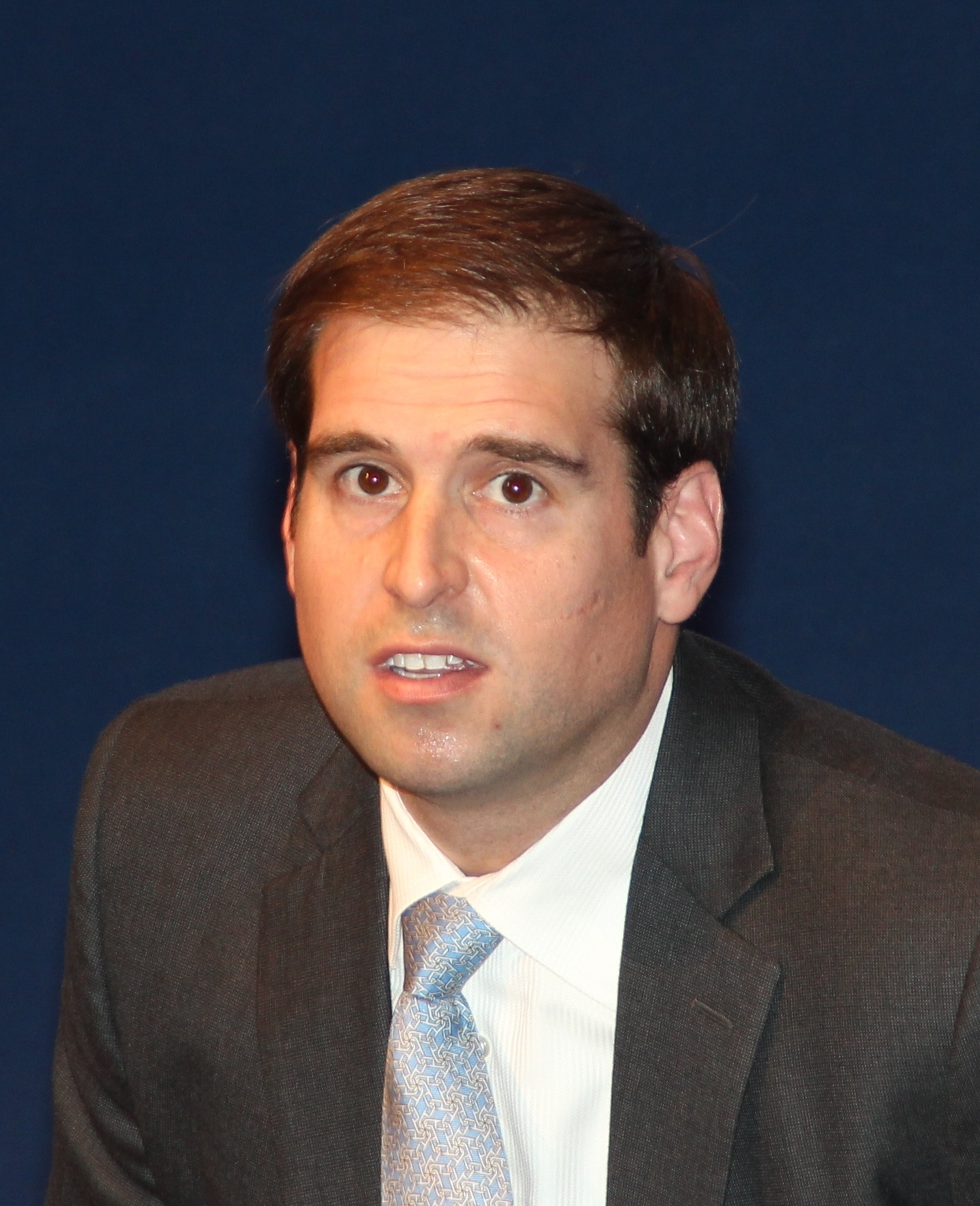
Jeffrey B. Straubel 2013

Jeffrey Brian Straubel (* 20. Dezember 1975 in Des Moines, Iowa) ist ein US-amerikanischer Unternehmer.

## Leben
Er hatte an der Stanford University seinen Abschluss als Ingenieur gemacht, war neben Elon Musk Geldgeber für den US-amerikanischen Hersteller von Elektroautos Tesla Motors aus Palo Alto und war bis Juli 2019 dort Chief Technical Officer. Straubel war verantwortlich für das technische Design der Autos. Daneben beinhaltete seine Rolle die Evaluierung von neuen Technologien, Forschung und Entwicklung, die technische Prüfung von Schlüssellieferanten und Partnern, das geistige Eigentum von Tesla und den Abnahmetest der Schlüsselkomponenten. Er hält auch viele der Tesla-Patente und ist nun Berater für Tesla.
Straubel unterrichtet „Energy Storage Integration“ im Atmosphere and Energy Program der Stanford University, an der er studiert hat.
2018 gründete er im Staat Nevada ein Recyclingunternehmen für Batterien von Elektroautos, Redwood Materials. Dabei soll das gesamte Recycling ohne Müllexporte allein in den USA durchgeführt werden. 2020 hatte das Unternehmen 50 Mitarbeiter. Im Jahr 2021 wurde das Unternehmen mit 700 Millionen US$ Investorenkapital ausgestattet.